# Klebast

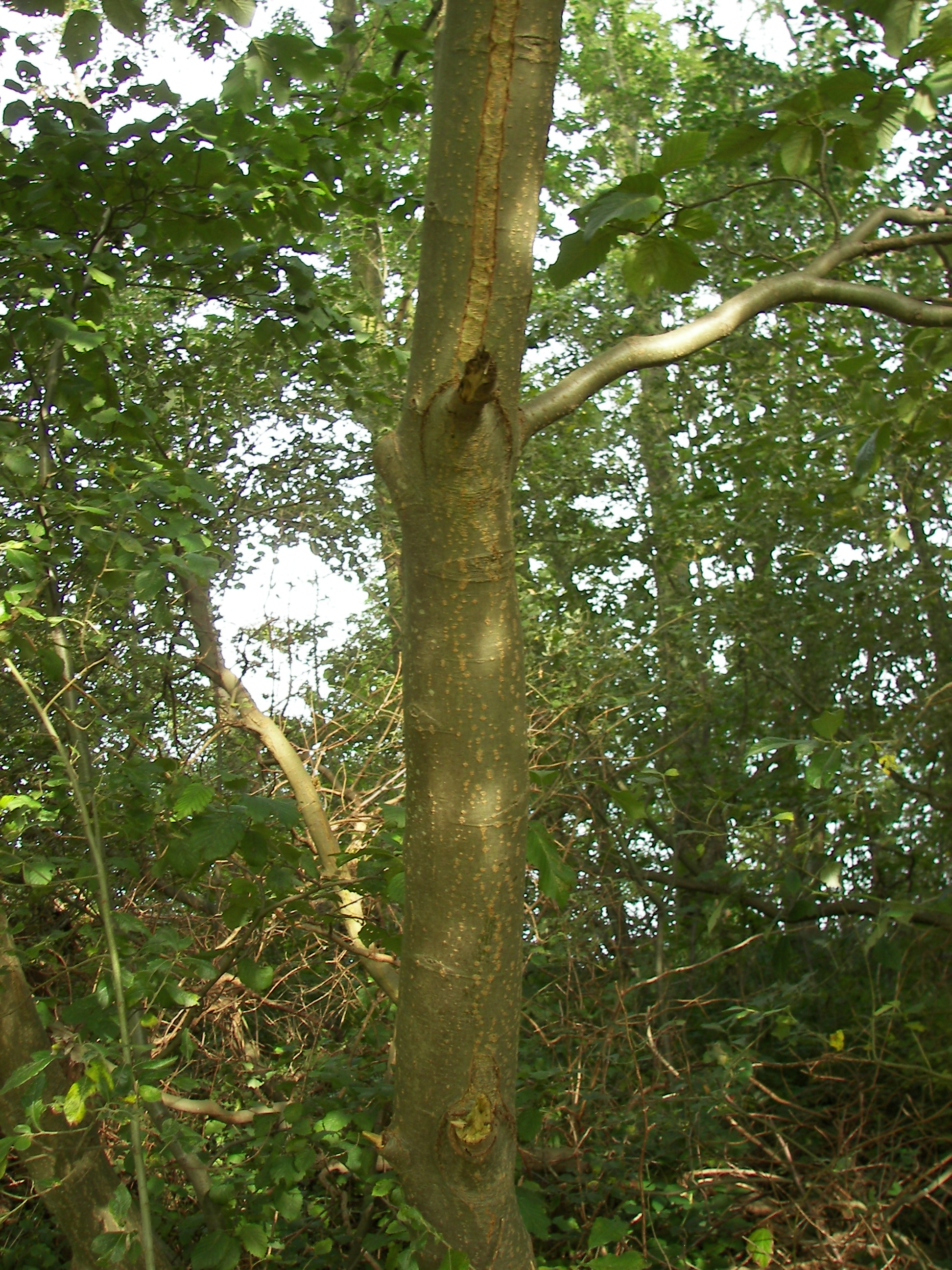
Grau-Erle

Als Klebast wird ein aus einem Wasserreis gebildeter dickerer Ast bezeichnet. Das Kennzeichen von Klebästen ist die deutlich dünnere Rinde am Astansatz. Die Grau-Erle bildet an armen Standorten häufig Klebäste.